# Condado de Lake (Dakota do Sul)
O Condado de Lake é um dos 66 condados do Estado americano da Dakota do Sul. A sede do condado é Madison, e sua maior cidade é Madison. O condado possui uma área de 1 489 km² (dos quais 31 km² estão cobertos por água), uma população de 11 276 habitantes, e uma densidade populacional de 8 hab/km² (segundo o censo nacional de 2000).